# The Mastermind (2025)
The Mastermind is een Brits-Amerikaanse misdaadfilm uit 2025, geschreven en geregisseerd door Kelly Reichardt. De hoofdrollen worden vertolkt door John Magaro, Josh O'Connor en Alana Haim. 

## Verhaal
De film gaat over een gewaagde kunstroof in New England in 1970.

## Rolverdeling
| Acteur         | Personage           |
| -------------- | ------------------- |
| John Magaro    | Fred                |
| Josh O'Connor  | James Blaine Mooney |
| Alana Haim     | Terri Mooney        |
| Hope Davis     | Sarah Mooney        |
| Bill Camp      | Bill Mooney         |
| Gaby Hoffmann  | Maude               |
| Amanda Plummer |                     |
| Eli Gelb       | Guy Hickey          |
| Cole Doman     | Larry Duffy         |
| Javion Allen   | Ronnie Gibson       |
| Matthew Maher  |                     |
| Rhenzy Feliz   |                     |

## Productie
In september 2024 werd gemeld dat Kelly Reichardt de kunstrooffilm The Mastermind zou schrijven en regisseren. Neil Kopp, Anish Savjani en Vincent Savino zouden produceren voor Filmscience, met financiële steun van Mubi die de film zal distribueren in onder andere Noord-Amerika. Josh O'Connor zou de hoofdrol spelen. In oktober 2024 voegden Alana Haim en John Magaro zich bij de cast. Op 13 november 2024 werd gemeld dat de productie was begonnen, met Hope Davis, Bill Camp, Gaby Hoffmann, Amanda Plummer, Eli Gelb, Cole Doman, Javion Allen, Matthew Maher en Rhenzy Feliz die zich bij de cast hadden aangesloten.

## Release
The Mastermind ging op 23 mei 2025 in première op het Filmfestival van Cannes in de competitie voor de Gouden Palm.

## Prijzen en nominaties
De belangrijkste:
| Jaar | Prijs                   | Categorie   | Genomineerde(n) | Uitslag     |
| ---- | ----------------------- | ----------- | --------------- | ----------- |
| 2025 | Filmfestival van Cannes | Gouden Palm | Kelly Reichardt | Genomineerd |